# Okręg Winterthur
Winterthur (niem. Bezirk Winterthur) – okręg w północnej Szwajcarii, w kantonie Zurych. Siedziba administracyjna okręgu znajduje się w miejscowości Winterthur. 

## Podział administracyjny
Okręg składa się z 19 gmin (Politische Gemeinde) o powierzchni 251,75 km² i o liczbie mieszkańców 176 811.
Gminy:
1. Altikon
2. Brütten
3. Dägerlen
4. Dättlikon
5. Dinhard
6. Elgg
7. Ellikon an der Thur
8. Elsau
9. Hagenbuch
10. Hettlingen
11. Neftenbach
12. Pfungen
13. Rickenbach
14. Schlatt
15. Seuzach
16. Turbenthal
17. Wiesendangen
18. Winterthur
19. Zell

## Zmiany administracyjne
- 1 stycznia 2014
  - przyłączenie gminy Bertschikon bei Attikon do gminy Wiesendangen
- 1 stycznia 2018
  - przyłączenie gminy Hofstetten do miasta Elgg